# Мирча Вода (Дамбовица)
Мирча Вода (рум. Mircea Vodă) насеље је у Румунији у округу Дамбовица у општини Салчоара. Oпштина се налази на надморској висини од 190 m.

## Становништво
Према подацима из 2002. године у насељу је живело 864 становника, од којих су сви румунске националности.